# Cravan vs Cravan
Cravan vs Cravan és el primer llargmetratge del director català Isaki Lacuesta, un documental rodat a Barcelona, Lloret de Mar, Madrid i París (cementeri de Père Lachaise) el 2001 i estrenat el 2002. Suposa la culminació del projecte iniciat amb el curtmetratge Caras vs. Caras arran del màster en documental de creació de la Universitat Pompeu Fabra de Barcelona el 2000, on també hi participà José Luis Guerín. Va guanyar diversos premis, entre d'altres, els de millor director revelació i del públic a la millor pel·lícula al Festival de Cinema de Sitges del 2002.
El guió és del mateix Isaki Lacuesta, excepte l'escena del circ, que és de l'Adelaida Frias Borràs (Adelaida Perillós).
La música original la firma el Víctor Nubla, a més de cançons del Pascal Comelade.

## Sinopsi
En 1918, el poeta i boxador Arthur Cravan desapareix en el golf de Mèxic sense deixar rastre. En l'actualitat, un altre boxador i artista, el director de cinema Frank Nicotra, inicia una recerca que el portarà després dels misteriosos passos de Cravan des de Suïssa fins a Mèxic, passant per París, Londres i Barcelona (on va disputar un llegendari combat de boxa contra el que era campió del món dels pesos pesants en aquell moment, en Jack Johnson, a La Monumental de Barcelona. Entremig de tot això, hi desfilen una sèrie de personatges de la cultura i la literatura catalanes, espanyoles, franceses, etc. Hi ha una certa dosi de material d'arxiu també.

## Repartiment[5]
- Frank Nicotra, poeta i boxador francès, com a Arthur Cravan, i també com a ell mateix
- Marian Varela, actriu i figurinista catalana, com a Mina Loy,[7] l'artista, escriptora i feminista britànica, i dona d'Arthur Cravan

La resta de personatges, en ordre alfabètic, fan d'ells mateixos:
- Eduardo Arroyo, pintor madrileny
- Maria Lluïsa Borràs, historiadora i crítica d'art, comissària d'exposicions, biògrafa de Cravan
- Enric Casasses, poeta català
- Marcel Fleiss, galerista francès
- Carles Hac Mor, poeta català
- Bernard Heidsieck, poeta fonètic francès
- Le Diablo Mariachi, grup de música catalana, de l'Hospitalet de Llobregat
- Merlin Holland, escriptor anglès i net d'Oscar Wilde
- Juli Lorente, àrbitre de boxa català,[8] historiador del boxeig[7]
- Adelaida Perillós (Adelaida Frias), circense catalana, i Le Cirque Perilleus (tb. el Circ Perillós)
- Pierre Pilatte, actor, artista d'accions performatives, director artístic belga
- Humberto Rivas, fotògraf argentí català
- Ester Xargay, poeta catalana

## Premis[9][3][5]
- Premi Sant Jordi RNE de la Crítica a la millor opera prima espanyola del 2002 (47a edició dels Premis Sant Jordi de Cinematografia).[10]
- Director revelació. Festival Internacional de Cinema Fantàstic de Sitges.[11][12]
- Premi del públic. Festival Internacional de Cinema Fantàstic de Sitges.
- Vitòria a la millor pel·lícula. Festival de Cinema de Vitòria-Gasteiz.[13]
- Esment especial del Jurat al guió i direcció. Festival Òpera Prima de Tudela (Navarra).
- Premi Cinema Rescat d'investigació cinematogràfica per la millor utilització d'arxius en un film.
- Premi Crítica “Albatros” al III Certamen de Cinema i Curtmetratge de València, 2003.[5]